# Henk Bleker
Hinderk (Henk) Bleker (Onstwedde, 26 juli 1953) is een Nederlands voormalig CDA-politicus; van 14 oktober 2010 tot 5 november 2012 was hij namens het CDA staatssecretaris van Economische Zaken, Landbouw en Innovatie.

## Biografie
Bleker groeide op in een ARP-gezin en was de zoon van een postbode. Hij bezocht van 1965 tot 1971 het Ubbo Emmius Lyceum te Stadskanaal, waar hij zijn diploma hbs-a behaalde. Hierna studeerde hij van 1971 tot 1977 politicologie aan de Vrije Universiteit te Amsterdam. Hij promoveerde in juni 1984 in de rechtsgeleerdheid aan de Rijksuniversiteit Groningen op de dissertatie Na(ar) goed overleg ...: achtergronden en verbeteringen van overleg in het openbaar bestuur in het bijzonder in verhoudingen tussen overheden.
In 1975-1976 was hij beleidsmedewerker op het ministerie van Binnenlandse Zaken en Koninkrijksrelaties. Hij was van 1976 tot 1984 onderzoeksmedewerker bij de juridische faculteit van de Rijksuniversiteit Groningen, van 1984 tot 1999 zelfstandig organisatieadviseur, van 1999 tot 2009 gedeputeerde van de provincie Groningen en van 1 mei 2009 tot oktober 2010 directeur van RTV Noord te Groningen.

## Politiek
Na het vertrek van Peter van Heeswijk uit het partijbestuur na de voor het CDA slecht verlopen Tweede Kamerverkiezingen van 2010 werd Bleker tot interim-voorzitter benoemd. Hij trad af als lid van het partijbestuur en stelde zich niet herkiesbaar. Op 2 oktober 2010 zat Bleker het partijcongres van het CDA voor in de Rijnhal te Arnhem, waar de leden zich uitspraken over het regeerakkoord van de CDA-VVD-coalitie en het gedoogakkoord van de coalitiepartners en de gedogende PVV.
Bleker werd op 14 oktober 2010 staatssecretaris van Economische Zaken, Landbouw en Innovatie in het kabinet-Rutte I. Hij schrapte eigenhandig meerdere gebieden uit het Europese Natura 2000-netwerk, waardoor boeren daar konden blijven uitbreiden. Op 14 december 2011 overleefde Bleker een motie van wantrouwen, ingediend door de Partij voor de Dieren, naar aanleiding van zijn optreden. De PvdA toonde zich wel kritisch en zei daarom de natuurtaken te willen onderbrengen bij een ander ministerie (Infrastructuur en Milieu) waar meer geld is. Bleker leverde daarnaast als staatssecretaris geen bijdrage aan het beschermen van de honingbij.
Bleker was in 2011 verantwoordelijk voor het besluit om een alternatief te kiezen voor het ontpolderen van de Hedwigepolder aan de Westerschelde. Daarvoor in de plaats worden in fasen de natuurwaarden in de Westerschelde hersteld door onder meer slikken te vergroten en te verbeteren en door de Schorenpolder en een deel van de Welzinge bij Vlissingen om te vormen tot een plek waar de natuur de vrije loop heeft. Nadat de Europese Commissie bezwaar maakte, kwam er in april 2012 een nieuw voorstel dat erin voorziet toch een derde van de Hedwigepolder onder water te zetten, evenals twee andere kleine gebieden. Natuurherstel is een verplichting die voortvloeit uit een verdrag met Vlaanderen over de Westerschelde.
Een bekend moment tijdens zijn periode als staatssecretaris vond plaats in de uitzending van Pauw & Witteman. Daar was ook de jonge Angolese asielzoeker Mauro bij aanwezig, die uitgezet dreigde te worden. Bleker stelde dat de regels duidelijk waren en nageleefd moesten worden. Aan het einde van de uitzending overhandigde hij Mauro wel een briefje met daarop de tekst: " 'Als je (met je moeder) meewilt naar FC Twente - PSV, dan kan dat?" Mauro legde het aanbod naast zich neer.
Bleker legde de basis voor het Programma Aanpak Stikstof wat er toe leidde dat agrarische bedrijven verder konden groeien en juist meer stikstof mochten uitstoten. In 2019 maakte de Raad van State een einde aan het PAS en luidde daarmee het begin van de stikstofcrisis Nederland in. In NRC reageerde Bleker op het PAS. "Op het gebied van infrastructuur zijn „meer dan dertig soms zeer grote projecten mogelijk gemaakt”, zei hij. „We hebben het over een totale investeringssom van 9 miljard [euro]. In de veehouderij zijn ruim 400 ‘grote stallen’ gerealiseerd dankzij het PAS, goed voor een investering van 1,5 miljard. Al met al heeft het PAS een indrukwekkende investering op gang gebracht, en daar was het om te doen.”
Hij was kandidaat bij de lijsttrekkersverkiezing van het CDA voor de Tweede Kamerverkiezingen 2012. Bleker kreeg 7,3% van de stemmen. Sybrand Buma werd tot lijsttrekker gekozen. Bleker gaf daarop te kennen niet beschikbaar te zijn voor de kandidatenlijst voor de Tweede Kamer.

## Na de politiek
In 2014 werd hij voorzitter van de Raad van Toezicht van de Zeehondencrèche Pieterburen. Van 1 maart 2014 tot 8 mei 2021 was hij voorzitter van Vee&Logistiek Nederland. Ook is hij mede-eigenaar van een bedrijf met 250 melkkoeien in Mongolië.
In maart 2019 werd Bleker algemeen directeur van PowerField, een onderneming die voornamelijk grondgebonden zonneparken ontwikkelt en realiseert voor eigen rekening en risico. Van december 2017 tot maart 2019 was hij er lid van de raad van advies. Op 15 maart 2021 trad Bleker terug als algemeen directeur van Powerfield wegens volgens het bedrijf uitlatingen die hij "recent in de media heeft gedaan en die in strijd lijken met de visie en waarden van PowerField". Hij werd per direct vervangen. Enkele dagen eerder had Bleker aangegeven zijn steun te geven aan Forum voor Democratie (FVD), mede vanwege de volgens hem "doorgeschoten" klimaatplannen. Powerfield ging niet in op de details van Blekers vertrek, maar het credo van het bedrijf is te streven naar een duurzame wereld.

## Onderscheidingen
- Ridder in de Orde van Oranje-Nassau (Nederland, 2012)[18]

## Persoonlijk
Bleker trouwde op 13 juni 2015 met NRC-journaliste Barbara Rijlaarsdam (1985). Samen hebben ze een dochter. Bleker heeft twee zonen en een dochter uit een eerder huwelijk.

## Publicaties
- Macht in het binnenlands bestuur: een theoretische en empirische verkenning van machts- en invloedsverhoudingen tussen bestuurslagen, met W.M. van Bremen (1983)
- Na(ar) goed overleg ...: achtergronden en verbeteringen van overleg in het openbaar bestuur in het bijzonder in verhoudingen tussen overheden (dissertatie, 1984)[1]

- International Standard Name Identifier: 0000 0000 2644 0507
- Library of Congress Control Number: n82249333
- Nederlandse Thesaurus van Auteursnamen: 06940142X
- Parlement.com: vihfckxm9ut9
- Virtual International Authority File: 23503142
- WorldCat: E39PBJdCvgT3cpTQMGMgfXd4v3